# Luna 2
El Luna 2 (en ruso: Луна-2) fue la primera sonda espacial del programa Luna de la Unión Soviética lanzada en dirección a la Luna, y fue la primera sonda humana que impactó en su superficie. La sonda fue lanzada el 12 de septiembre de 1959 desde el Cosmódromo de Baikonur y llegó a la luna el 13 de septiembre del mismo año a la zona conocida como Mare Imbrium.
Esta sonda, de 390 kg de peso y un diámetro de 0.9 m, estaba destinada a estrellarse con la Luna, lográndolo con éxito en la posición 29°06′N 0°00′E / 29.1, -0, correspondiente a la región denominada Palus Putredinis, el 14 de septiembre de 1959, a las 21:02h; dos días después de su lanzamiento mediante un cohete Vostok. 
Fue la primera misión lunar exitosa. El Luna 2 en el diseño era similar al Luna 1, una sonda esférica con antenas y partes de los instrumentos que sobresalían. La instrumentación también era semejante, incluyendo los mostradores de centelleo, los contadores Geiger, el magnetómetro, los detectores Cherenkov, y los detectores de micrometeoritos. No había ningún sistema de propulsión en el Luna 2.